# Manuel Schöbel
Manuel Schöbel (* 27. Juni 1960 in Dresden) ist ein deutscher Schriftsteller, Dramaturg und Regisseur.

## Leben
Manuel Schöbel wuchs als Sohn des Regisseurs Helfried Schöbel (1927–2022) und der Autorin und Dramaturgin Hildegard Schöbel (1929–2011) in Dresden auf, machte 1978 sein Abitur und studierte von 1980 bis 1984 Theaterwissenschaft an der Humboldt-Universität in Berlin. Als externer Student vertiefte er die Studien durch die Teilnahme am Grundlagen-Seminar Schauspiel der Hochschule für Schauspielkunst „Ernst Busch“ Berlin.
Als Autor schrieb Schöbel zahlreiche Theaterstücke und Hörspiele, hauptsächlich für Kinder und Jugendliche. 1984 wurde er als Kandidat in den Schriftstellerverband der DDR aufgenommen. Inzwischen entstanden über 35 Uraufführungen. Mehrere seiner Stücke wurden in die englische, niederländische, russische und türkische Sprache übersetzt. Er arbeitete zudem als freischaffender Regisseur in Senftenberg, Schwerin, Brandenburg, Dresden und in Norwegen, Australien und Russland.
Von 1984 bis 1991 war er als Chefdramaturg und Regisseur am Theater Junge Generation in Dresden tätig. In dieser Zeit amtierte er von 1990 bis 2010 als stellvertretender Vorsitzender von ASSITEJ in Deutschland, der Internationalen Vereinigung des Theaters für Kinder und Jugendliche. Aktuell ist er Vorsitzender des Kuratoriums für das Kinder- und Jugendtheaterzentrum der Bundesrepublik Deutschland in Frankfurt/Main. und ist er Mitglied des Internationalen Theaterinstituts.
Von 1991 bis 2005 war er Intendant des carrousel Theater an der Parkaue in Berlin, von 2006 bis 2011 Intendant des Mittelsächsischen Theaters Freiberg und Döbeln. Seit 1. Oktober 2011 ist Schöbel Intendant an den Landesbühnen Sachsen in Radebeul.
Lehrtätigkeiten nahm Schöbel an den folgenden Hochschulen wahr: Hochschule für Musik und Theater „Felix Mendelssohn Bartholdy“ Leipzig, Hochschule für Schauspielkunst „Ernst Busch“ Berlin, Technische Universität Berlin im Masterstudiengang Bühnenbild sowie an der Humboldt-Universität zu Berlin in der Fakultät Theaterwissenschaften.

## Preise
- 1985 2. Preis im Stückwettbewerb für Kinder- und Jugendstücke
- 1990 DDR-Kinderhörspielpreis – 2. Platz Hörerpreis

## Werke (als Autor)

### Hörspiele für Kinder und Jugendliche
- Tautropfenliebe, Ursendung 1989 (das gleichnamige Theaterstück des Autors beruht auf dem Hörspiel)

### Theaterstücke für Kinder und Jugendliche
- Maria die Siebenschläferin, Uraufführung 1982, Dresden
- Prinz Tausendfuß, Uraufführung 1987, Berlin
- Lulatsch will aber, Uraufführung 1989, Dresden
- Mamapapa, Uraufführung 1989, Dresden
- Schneewittchen, Uraufführung 1993, Berlin
- Tautropfenliebe, Uraufführung 1997, Berlin
- Schneeweißchen und Rosenrot, Uraufführung 1997, Berlin
- Bremer Stadtmusikanten, Uraufführung 1998, Bremerhaven
- Schulhofgeschichten – Ein Spektakel, Uraufführung 1999, Berlin
- Sterntaler, Uraufführung 1999, Berlin
- Gullivers Reise nach Liliput, Uraufführung 2000, Berlin
- Prinzessin Lena, Uraufführung 2001, Berlin
- Alles auf Anfang, Uraufführung 2001, Dresden
- Scheuklappen I – Rheinsberg 2, Uraufführung 2001, Berlin
- European Schoolyard Stories – Schulhofgeschichten aus Europa, Uraufführung 2002, Berlin
- Der kleine Muck, Uraufführung 2003, Berlin
- Judas, Uraufführung 2003, Berlin
- Tayfun kommt wieder, Uraufführung 2004, Düsseldorf
- Der Reiter mit dem Wind im Haar (Oper), Uraufführung 2005, Berlin
- Von Wolfgang von Claire – Ein Musiktheaterstück für Verliebte (nach Kurt Tucholsky), Uraufführung 2005, Berlin
- Des Kaisers neue Kleider, Uraufführung 2005, Senftenberg
- Ikarus fliegt!, Uraufführung 2006, Düsseldorf
- Rapunzel, Uraufführung 2008, Freiberg
- Was macht der Eisbär im Kühlschrank?, Uraufführung 2008, Düsseldorf
- Aschenputtel, Uraufführung 2009, Freiberg (Sachsen)

### Sonstige Theaterstücke
- Gulliver (Familienstück, Musik: Reinhard Lakomy), Uraufführung 2008, Talsperre Kriebstein

### Buchveröffentlichungen
- Prinz Tausendfuß und Mamapapa. Zwei Theatermärchen, trafo-Verlag (Reihe Szene - Raum - Spiel) 2014, ISBN 978-3-86465-043-7